# ティモクラテス
ティモクラテス（希：Τιμοκράτης、ラテン文字転記：Timocrates）はギリシア人に見られる男性名であり、次のような人物が知られている。
- 紀元前429年のリオンの海戦の後、提督クネモスの許に送られた諮問団の一人。同年のナウパクトスの海戦で乗っていた船が沈められて戦死した[1]。
- 紀元前421年のアテナイ・スパルタ間のニキアスの和約と同年の別の条約の締結のアテナイ側の委員の一人[2]。
- 紀元前406年、アルギヌサイの海戦に参加した将軍たちが弁明をする前の500人会のメンバーの一人。将軍たちを拘留し、裁判に引き立てることを提議した[3]。
- 紀元前395年、スパルタの覇権に不満を持っていた諸国をたきつけて戦争を起こさせ、小アジアにいたアゲシラオス2世が帰国せざるを得ないようにするため、ティトラウステスあるいはファルナバゾスによって派遣されたロドス人[4][5]。
- 紀元前369年にアテナイ・スパルタ同盟の条項を定めるためにアテナイに派遣された使節のスパルタ人[6]。
- 紀元前366年、ディオニュシオス2世によってスパルタを救援するために派遣された12隻の艦隊を率いたシュラクサイ人。スパルタ軍と共にセラシアを攻略すると帰国した[7]。
- 紀元前364年から翌年にかけてのアテナイのエポニュモス・アルコン[8]。
- 公債の債権者は一定期間の支払いのための安全を確保における拘留から除外されるべしという法の提案者のアテナイ人。このためにティモクラテスはディオドロスとエウクテモンによって告訴され、彼らのためにデモステネスが演説（『ティモクラテス弾劾』）を書き、それは紀元前353年にディオドロスによって述べられた。このティモクラテスがアフォボスにオネトルの姉妹の最初の夫を突き出した人物と同一人物なのかは疑問である。
- ランプサコスのティモクラテス - 変節のエピクロス主義者。

## 註
1. ↑  トゥキュディデス, II. 85, 92
2. ↑  トゥキュディデス, V. 19, 24
3. ↑  クセノポン, I. 7. 3
4. ↑  クセノポン, III. 5. 1-2
5. ↑  パウサニアス, III, 9, 8
6. ↑  クセノポン, VII. 1. 13
7. ↑  クセノポン, VII. 4. 12
8. ↑  ディオドロス, XV. 78